# 中国共产党内蒙古自治区纪律检查委员会
中国共产党内蒙古自治区纪律检查委员会，简称中共内蒙古自治区纪委，是中国共产党的省级纪律检查机关，与内蒙古自治区监察委员会合署办公。